# Dick Bruna
Dick Bruna, nome completo Hendrik Magdalenus Bruna (Utrecht, 23 agosto 1927 – Utrecht, 16 febbraio 2017), è stato un fumettista, disegnatore e illustratore olandese.
È conosciuto soprattutto per il lavoro svolto in numerose opere per ragazzi, in tutto 200, la cui più importante è la coniglietta Miffy.
Ha esordito nel 1953, con The Apple ("la mela"), un racconto per ragazzi. Il lavoro con Miffy è iniziato dal 1955. Nel 2005 Miffy ha festeggiato i suoi cinquanta anni di vita.
Le sue opere sono influenzate in particolar modo da artisti quali Matisse, Vincent van Gogh, Pablo Picasso e Walt Disney.
È morto il 16 febbraio 2017 all'età di 89 anni, nella città natale di Utrecht.